# Nonet (música)
Un nonet és una composició que requereix nou instruments o veus alhora o un grup musical format per nou persones.

## Nonets clàssics
L'obra Eine kleine Trauermusik de Franz Schubert (1812) és un nonet escrit per a dos clarinets, dos fagots, un contrafagot, dues trompes i dos trombons, mentre que el Nonet en fa major de Louis Spohr (1813) i l'op. 77 de George Onslow (1846) són per a flauta, oboè, clarinet, fagot, trompa, violí, viola, violoncel i contrabaix.
Un altre exemple és l'obra de Samuel Coleridge-Taylor de 1894, en F menor, per a una formació amb piano en lloc de la flauta.

## Nonets al Jazz
El trompetista Miles Davis va formar el 1948 un grup anomenat Miles Davis Nonet. La formació estava formada per una trompeta, trombó, trompa, tuba, un saxòfon alt i un de baríton, un contrabaix i una bateria.